# Neoempheria socia
Neoempheria socia är en tvåvingeart som beskrevs av Coher 1959. Neoempheria socia ingår i släktet Neoempheria och familjen svampmyggor. Inga underarter finns listade i Catalogue of Life.